# Бей-В'ю (Вашингтон)
Бей-В'ю (англ. Bay View) — переписна місцевість (CDP) в США, в окрузі Скеджіт штату Вашингтон. Населення — 812 особи (2020).

## Географія
Бей-В'ю розташований за координатами 48°29′13″ пн. ш. 122°27′45″ зх. д. / 48.48694° пн. ш. 122.46250° зх. д. (48.487000, -122.462553).  За даними Бюро перепису населення США в 2010 році переписна місцевість мала площу 6,73 км², уся площа — суходіл.

## Демографія
Згідно з переписом 2010 року, у переписній місцевості мешкало 696 осіб у 295 домогосподарствах у складі 212 родин. Густота населення становила 103 особи/км².  Було 327 помешкань (49/км²).
Расовий склад населення:
| - 96,8 % — білих - 1,0 % — корінних американців - 0,6 % — азіатів - 0,3 % — чорних або афроамериканців |

До двох чи більше рас належало 0,7 %. Частка іспаномовних становила 2,6 % від усіх жителів.
За віковим діапазоном населення розподілялося таким чином: 19,0 % — особи молодші 18 років, 60,7 % — особи у віці 18—64 років, 20,3 % — особи у віці 65 років та старші. Медіана віку мешканця становила 51,7 року. На 100 осіб жіночої статі у переписній місцевості припадало 97,7 чоловіків;  на 100 жінок у віці від 18 років та старших — 95,2 чоловіків також старших 18 років.
Середній дохід на одне домашнє господарство  становив 109 223 долари США (медіана — 92 208), а середній дохід на одну сім'ю — 114 455 доларів (медіана — 99 911). За межею бідності перебувало 1,9 % осіб, у тому числі 0,0 % дітей у віці до 18 років та 6,6 % осіб у віці 65 років та старших.
Цивільне працевлаштоване населення становило 405 осіб. Основні галузі зайнятості: освіта, охорона здоров'я та соціальна допомога — 45,2 %, роздрібна торгівля — 20,0 %, науковці, спеціалісти, менеджери — 10,6 %, публічна адміністрація — 6,9 %.